# Odontochilus
 (mars 2024).
La mise en forme du texte ne suit pas les recommandations de Wikipédia : il faut le « wikifier ».
Les points d'amélioration suivants sont les cas les plus fréquents. Le détail des points à revoir est peut-être précisé sur la page de discussion.
- Les titres sont pré-formatés par le logiciel. Ils ne sont ni en capitales, ni en gras.
- Le texte ne doit pas être écrit en capitales (les noms de famille non plus), ni en gras, ni en italique, ni en « petit »…
- Le gras n'est utilisé que pour surligner le titre de l'article dans l'introduction, une seule fois.
- L'italique est rarement utilisé : mots en langue étrangère, titres d'œuvres, noms de bateaux, etc.
- Les citations ne sont pas en italique mais en corps de texte normal. Elles sont entourées par des guillemets français : « et ».
- Les listes à puces sont à éviter, des paragraphes rédigés étant largement préférés. Les tableaux sont à réserver à la présentation de données structurées (résultats, etc.).
- Les appels de note de bas de page (petits chiffres en exposant, introduits par l'outil «  Source ») sont à placer entre la fin de phrase et le point final[comme ça].
- Les liens internes (vers d'autres articles de Wikipédia) sont à choisir avec parcimonie. Créez des liens vers des articles approfondissant le sujet. Les termes génériques sans rapport avec le sujet sont à éviter, ainsi que les répétitions de liens vers un même terme.
- Les liens externes sont à placer uniquement dans une section « Liens externes », à la fin de l'article. Ces liens sont à choisir avec parcimonie suivant les règles définies. Si un lien sert de source à l'article, son insertion dans le texte est à faire par les notes de bas de page.
- La présentation des références doit suivre les conventions bibliographiques. Il est recommandé d'utiliser les modèles {{Ouvrage}}, {{Chapitre}}, {{Article}}, {{Lien web}} et/ou {{Bibliographie}}. Le mode d'édition visuel peut mettre en forme automatiquement les références.
- Insérer une infobox (cadre d'informations à droite) n'est pas obligatoire pour parachever la mise en page.

Pour une aide détaillée, merci de consulter Aide:Wikification.
Si vous pensez que ces points ont été résolus, vous pouvez retirer ce bandeau et améliorer la mise en forme d'un autre article.
Genre
Synonymes
- Cystopus Blume, homonyme illégitime
- Evrardia Gagnep., homonyme illégitime
- Pristiglottis Cretz. & J.J.Sm.
- Evrardianthe Rauschert
- Evrardiana Aver., nom illégitime et superflu

Odontochilus est un genre de plantes à fleurs de la famille des Orchidaceae (les orchidées). Ce sont des orchidées terrestres mycoparasites provenant de Chine, du Japon, de l'Himalaya, d'Asie du Sud-Est, de Nouvelle-Guinée et de Mélanésie,,. Le genre est apparenté à Gonatostylis, endémique de Nouvelle-Calédonie.

## Espèces
Espèces acceptées en juin 2014 :
- Odontochilus acalcaratus (Aver.) Ormerod (2002). - sud du Vietnam
- Odontochilus asraoa (J.Joseph & Abbar.) Ormerod (2005) - Inde, Népal, Bhoutan
- Odontochilus brevistylus Hook.f., (1890) - Tibet, Yunnan, Malaisie péninsulaire, Thaïlande, Vietnam
- Odontochilus clarkei Hook.f. (1890) - Inde, Bhoutan, Assam, Tibet, Myanmar
- Odontochilus crispus (Lindl.) Hook.f. (1890) - Inde, Bhoutan, Assam, Tibet, Myanmar, Yunnan
- Odontochilus degeneri L.O.Williams (1942) - Fidji
- Odontochilus duplex (Holttum) Ormerod (2005) - Thaïlande, Malaisie
- Odontochilus elwesii C.B.Clarke ex Hook.f. (1890) - Inde, Bhoutan, Assam, Tibet, Myanmar, Taïwan, Guangxi, Guizhou, Sichuan
- Odontochilus grandiflorus (Lindl.) Hook.f. (1890) - Bhoutan, Assam
- Odontochilus guangdongensis S.C.Chen, S.W.Gale & P.J.Cribb (2009) - Guangdong, Hunan
- Odontochilus hasseltii (Blume) J.J.Wood (2011) - Bornéo, Java, Sumatra
- Odontochilus hydrocephalus (J.J.Sm.) J.J.Wood (2011)- Bornéo
- Odontochilus inabae (Hayata) Hayata ex T.P.Lin - Japon, Yakushima, Îles Ryūkyū, Taïwan, Vietnam
- Odontochilus lanceolatus (Lindl.) Blume (1859) - Inde, Bhoutan, Assam, Tibet, Myanmar, Sikkim, Népal, Thaïlande, Vietnam, Guangdong, Guangxi, Taïwan, Yunnan
- Odontochilus longiflorus (Rchb.f.) Benth. & Hook.f. ex B.D.Jacks. (1894) - Nouvelle-Guinée, Îles Salomon, Fidji, Samoa, Vanuatu
- Odontochilus macranthus Hook.f. (1890) - Malaisie péninsulaire, Thaïlande
- Odontochilus nanlingensis (L.P.Siu & K.Y.Lang) Ormerod (2003) - Guangdong, Taïwan
- Odontochilus poilanei (Gagnep.) Ormerod (2002) - Japon, Myanmar, Thaïlande, Vietnam, Tibet, Yunnan
- Odontochilus reniformis (Hook.f.) Ormerod (1998) - Perak
- Odontochilus saprophyticus (Aver.) Ormerod (2003) - Hainan, Vietnam
- Odontochilus serriformis (J.J.Sm.) J.J.Wood (2011) - Sabah
- Odontochilus tashiroi (Maxim.) Makino (1900) - Îles Ryūkyū
- Odontochilus tetrapterus (Hook.f.) Av.Bhattacharjee & H.J.Chowdhery (2011) - Manipur
- Odontochilus tortus King & Pantl. (1896) - Guangxi, Hainan, Tibet, Yunnan, Assam, Sikkim, Bhoutan, Myanmar, Thaïlande, Vietnam
- Odontochilus umbrosus (Aver.) Ormerod (2002) - Vietnam
- Odontochilus uniflorus (Blume) H.A.Pedersen & Ormerod (2009) - Malaisie péninsulaire, Thaïlande